# Vaneča
Vaneča (mađarski: Vaslak, prekomurski: Vaneče, njemački: Wanesch) je naselje u slovenskoj Općini Puconcima. Vaneča se nalazi u pokrajini Prekomurju i statističkoj regiji Pomurju. U Vaneči je bio rođen (ili ovdje je bio svećenik) Mihael Sever Vanečaj slovenski pisac. Treću knjigu napisao je na prekomurskom jeziku 1747. godine. [nedostaje izvor]

## Stanovništvo
Prema popisu stanovništva iz 2002. godine naselje je imalo 410 stanovnika.